# Großsteingräber bei Gowens
Die Großsteingräber bei Gowens sind eine Gruppe von vier oder fünf megalithischen Grabanlagen der jungsteinzeitlichen Trichterbecherkultur bei Gowens, einem Ortsteil von Dannau im Kreis Plön in Schleswig-Holstein. Die Gräber 1–4 tragen die Sprockhoff-Nummern 210–213.

## Lage
Die Gräber befinden sich südöstlich von Gowens im Gowenser Gehege. Die Gräber 1–3 liegen im Nordosten des Waldstücks. Grab 2 liegt 90 m nördlich und Grab 3 100 m nordnordwestlich von Grab 1. Grab 4 liegt etwas abseits 360 m südsüdwestlich von Grab 1. Etwa 100 m nördlich von Grab 4 befindet sich ein mögliches fünftes Grab.
In der näheren Umgebung gibt es mehrere weitere Großsteingräber: 1,7 km östlich liegen die Großsteingräber bei Flehm und 3 km nördlich das Großsteingrab Wetterade.

## Beschreibung

### Grab 1
Diese Anlage besitzt eine runde Hügelschüttung mit einer erhaltenen Höhe von 1,5 m und eine D-förmige Umfassung, von der noch die meisten Steine erhalten sind. Die gerade Seite befindet sich im Osten. Bei der Grabkammer handelt es sich vermutlich um ein nord-südlich orientiertes Ganggrab mit einer Länge von 7 m und einer Breite von 1,8 m. Sie bestand ursprünglich wohl aus sechs Wandsteinpaaren an den Langseiten, je einem Abschlussstein an den Schmalseiten und sechs Decksteinen. Die Wandsteine der Ostseite sind alle noch erhalten. Der zweite von Süden ist nach innen geneigt, die anderen stehen noch in situ. An der Westseite stehen die vier nördlichen noch in situ, der südliche ist gesprengt und umgekippt, der zweite von Süden fehlt. Der nördliche Abschlussstein steht in situ, der südliche fehlt. Von den Decksteinen sind nur noch drei erhalten, die alle verschleppt und teilweise gesprengt sind. Der Zugang zur Kammer befand sich vielleicht an der Mitte der Ostseite. Hier befindet sich eine Lücke zwischen den Wandsteinen. Vorgelagerte Gangsteine konnten allerdings nicht festgestellt werden.

### Grab 2
Ähnlich wie Grab 1 besitzt auch diese Anlage eine runde Hügelschüttung mit einem Durchmesser von 20 m und einer Höhe von 2 m sowie eine D-förmige Umfassung. Die gerade Seite befindet sich im Süden. Bei der Grabkammer handelt es sich vermutlich um ein ost-westlich orientiertes Ganggrab mit einer Länge von 4,5 m und einer Breite von 2 m. Sie bestand ursprünglich wohl aus drei Wandsteinpaaren an den Langseiten, einem Abschlussstein im Osten und zwei Abschlusssteinen im Westen sowie drei Decksteinen. Die Wandsteine der Langseiten sind noch erhalten, die drei südlichen und der westliche Stein der Nordwand stehen noch in situ. Der östliche Abschlussstein fehlt, an der Westseite ist nur noch das Bruchstück eines Steins erhalten. Die Decksteine fehlen, nur von einem liegt noch ein Bruchstück im Inneren der Kammer. Der Zugang zur Kammer befand sich vielleicht zwischen dem östlichen und mittleren Stein der Südseite. Hier befindet sich eine Lücke. Vorgelagerte Gangsteine konnten allerdings nicht festgestellt werden.

### Grab 3
Diese Anlage besitzt ein nord-südlich orientiertes rechteckiges Hünenbett mit einer Länge von 24 m und einer Breite von 7 m. Von der Umfassung sind besonders an den Langseiten noch zahlreiche Steine erhalten, viele davon allerdings umgekippt. Die Grabkammer befindet sich etwas südlich der Mitte des Betts. Es handelt sich vermutlich um ein nord-südlich orientiertes Ganggrab mit einer Länge von 6 m und einer Breite von 1,3 m. Die Kammer bestand ursprünglich wohl aus fünf Wandsteinpaaren an den Langseiten, je einem Abschlussstein an den Schmalseiten und fünf Decksteinen. Die Wandsteine der Westseite sind noch vollständig vorhanden, allerdings alle verschoben. An der Ostseite fehlt der zweite Stein von Süden, auch die beiden Abschlusssteine sind verschwunden. Von den Decksteinen sind nur noch die beiden verschleppten südlichen und ein Bruchstück des nördlichen erhalten. Die genaue Position des Zugangs zur Kammer ist unklar. Gangsteine konnten nicht festgestellt werden.

### Grab 4
Diese stark zerstörte Anlage besteht noch aus sieben Steinen, die möglicherweise zu einer nordost-südwestlich orientierten Grabkammer gehören. Die genauen Maße und der Typ der Kammer sind unbekannt.

### Vermutetes Grab 5
Das mögliche fünfte Grab besteht aus einer Ansammlung von Steinen, die annähernd in einer Reihe liegen. Die genauen Maße und der Typ dieser Anlage sind unbekannt.